# 4 Kujawski Pułk Artylerii Lekkiej
4 Kujawski Pułk Artylerii Lekkiej (4 pal) – oddział artylerii lekkiej Wojska Polskiego w II Rzeczypospolitej.

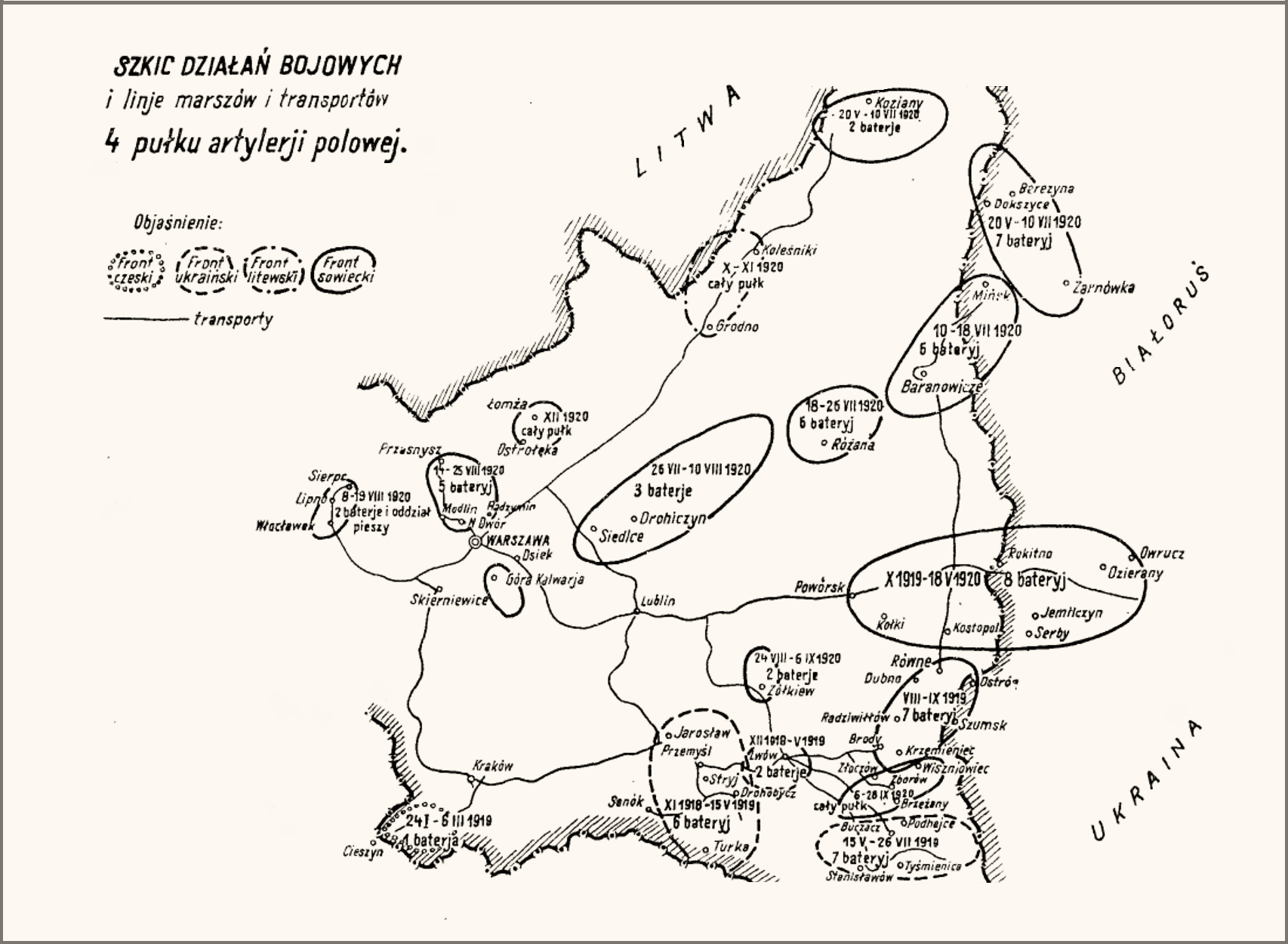
Maksymilian Landau i Adam Tabiszewski, Zarys historji wojennej 4 pułku artylerji polowej

## Formowanie i zmiany organizacyjne
28 czerwca 1919 generalny inspektor artylerii nakazał rozformować 3 i 11 pułki artylerii polowej, a w ich miejsce utworzyć 4 pułk artylerii polowej. Dotychczasowe pułki zostały zorganizowane w grudniu 1918 w Jarosławiu (3) i Przemyślu (11).
Pułk przemyski dowodzony przez mjr. Mariana Zarzyckiego wywodził się z baterii przemyskiej sformowanej 1 listopada, która uczestniczyła w walkach o Przemyśl (10 listopada Ukraińcy zajęli Przemyśl, w czasie trzydniowych działań bateria odbiła miasto).
Pułk jarosławski dowodzony przez mjr. Władysława Jaxa-Rożena swój początek wziął z baterii jarosławskiej, która wzięła udział w walkach w dniu 21 listopada (w sile plutonu). Dzięki jego wsparciu udało się zdobyć most na Sanie, opanować wieś Surochów oraz odbić wieś Ustrzyki (tam zdobyto pociąg towarowy z dwiema 100 mm haubicami austriackimi ustawionymi na platformach.
22 listopada 1918 w Chyrowie utworzono improwizowany pociąg pancerny „Kozak”. W styczniu 1919 w Sanoku z załogi pociągu utworzono 4 baterię 3 pułku artylerii polowej.
| Obsada personalna pułku w 1920 | Obsada personalna pułku w 1920   |
| Stanowisko                     | Stopień, imię i nazwisko         |
| ------------------------------ | -------------------------------- |
| Dowódca                        | ppłk Witold Roszkowski           |
| Lekarz                         | ppor. podlek. Bronisław Grazella |
| Lekarz wet.                    | por. lek. wet. Tadeusz Górka     |
| Dowódca I dywizjonu            | kpt. Jan Bigo                    |
| Dowódca 2 baterii              | kpt. Julian Żmudziński           |
| Dowódca II dywizjonu           | mjr Maksymilian Landau           |
| Adiutant                       | ppor. Józef Pyrek                |
| Oficer łączności               | ppor. Stanisław Pudła            |
| Dowódca 6 baterii              | por. Zygmunt Lewandowski         |
| Oficer baterii                 | ppor. Józef Kaiser               |
| Oficer baterii                 | ppor. Czesław Wilk               |
| Dowódca 7 baterii              | por. Kazimierz Mięsowicz         |
| Oficer baterii                 | ppor. Kazimierz Kwaśniewioz      |
| Dowódca III dywizjonu          | por. Szczepan Pilecki            |

## Walki o granice
Boje o niepodległość i granice Rzeczypospolitej w latach 1918–1920 rozpoczęły formowane sukcesywnie baterie. Ich chrztem bojowym były walki z wojskami ukraińskimi pod Przemyślem. Od marca do lipca 1919 walczyły one pod Samborem, Lwowem, Drohobyczem i Czortkowem, jesienią zaś nad Horyniem.
W czerwcu 1919 jego 1 i 2 bateria wchodziły w skład Grupy generała Henryka Minkiewicza (Grupa operacyjna „Bug”).
W kwietniu 1920 pułk uczestniczył w wyprawie kijowskiej, walcząc pod Korosteniem. Przerzucony na Białoruś wspierał ogniem oddziały 4 Dywizji Piechoty pod Mińskiem i Bobrujskiem. Po lipcowych bojach odwrotowych nad Berezyną, Świsłoczą, Szczarą, pod Słonimiem i nad Bugiem 4 pap bronił w sierpniu Warszawy i Włocławka.
We wrześniu działał na froncie południowym walcząc w rejonie Żółkwi, Lwowa i Rohatyna, a w pościgu za nieprzyjacielem osiągnął Słucz.
We wrześniu 1920 pułk dysponował armatami francuskimi i austriackimi 100 mm haubicami.

### Mapy walk pułku

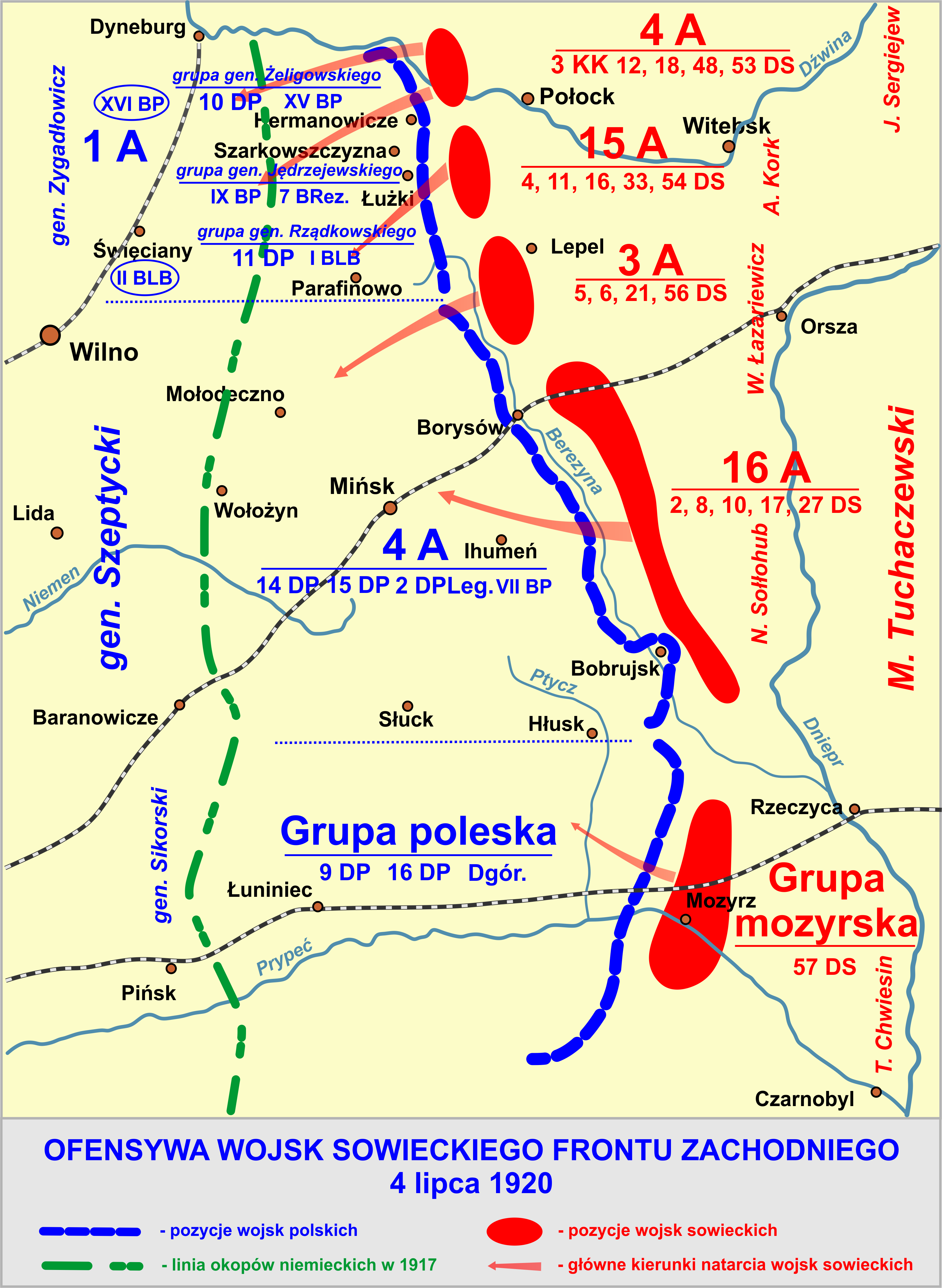

### Kawalerowie Virtuti Militari
| Żołnierze pułku odznaczeni Krzyżem Srebrnym Orderu Wojskowego Virtuti Militari za wojnę 1918–1920 | Żołnierze pułku odznaczeni Krzyżem Srebrnym Orderu Wojskowego Virtuti Militari za wojnę 1918–1920 | Żołnierze pułku odznaczeni Krzyżem Srebrnym Orderu Wojskowego Virtuti Militari za wojnę 1918–1920 |
| ------------------------------------------------------------------------------------------------- | ------------------------------------------------------------------------------------------------- | ------------------------------------------------------------------------------------------------- |
| ogn. Jan Baj                                                                                      | mjr Włodzimierz Dembiński                                                                         | st. ogn. Stanisław Denasiewicz                                                                    |
| kpt. Władysław Gąsior                                                                             | por. Franciszek Guzik                                                                             | por. Józef Kaiser                                                                                 |
| kpt. Kohutnicki                                                                                   | chor. Edward Kwitowski                                                                            | mjr Maksymilian Landau                                                                            |
| kpt. Zygmunt Lewandowski                                                                          | kpr. Jan Lacek (plut. Jan Łacyk)                                                                  | plut. Jan Nikel                                                                                   |
| kpt. Karol Pasternak                                                                              | kpt. Szczepan Pilecki                                                                             | por. Józef Pyrek                                                                                  |
| mjr Tadeusz Rawski                                                                                | płk Witold Roszkowski                                                                             | ogn. Franciszek Siekaniec                                                                         |
| ogn. Józef Wawrzaszek                                                                             | ogn. Antoni Żyromski                                                                              |                                                                                                   |

Do odznaczenia Orderem Virtuti Militari przedstawiony był także plut. Kaziemierz Kostecki, podoficer wywiadowczy 3 baterii pułku.

## Pułk w okresie pokoju

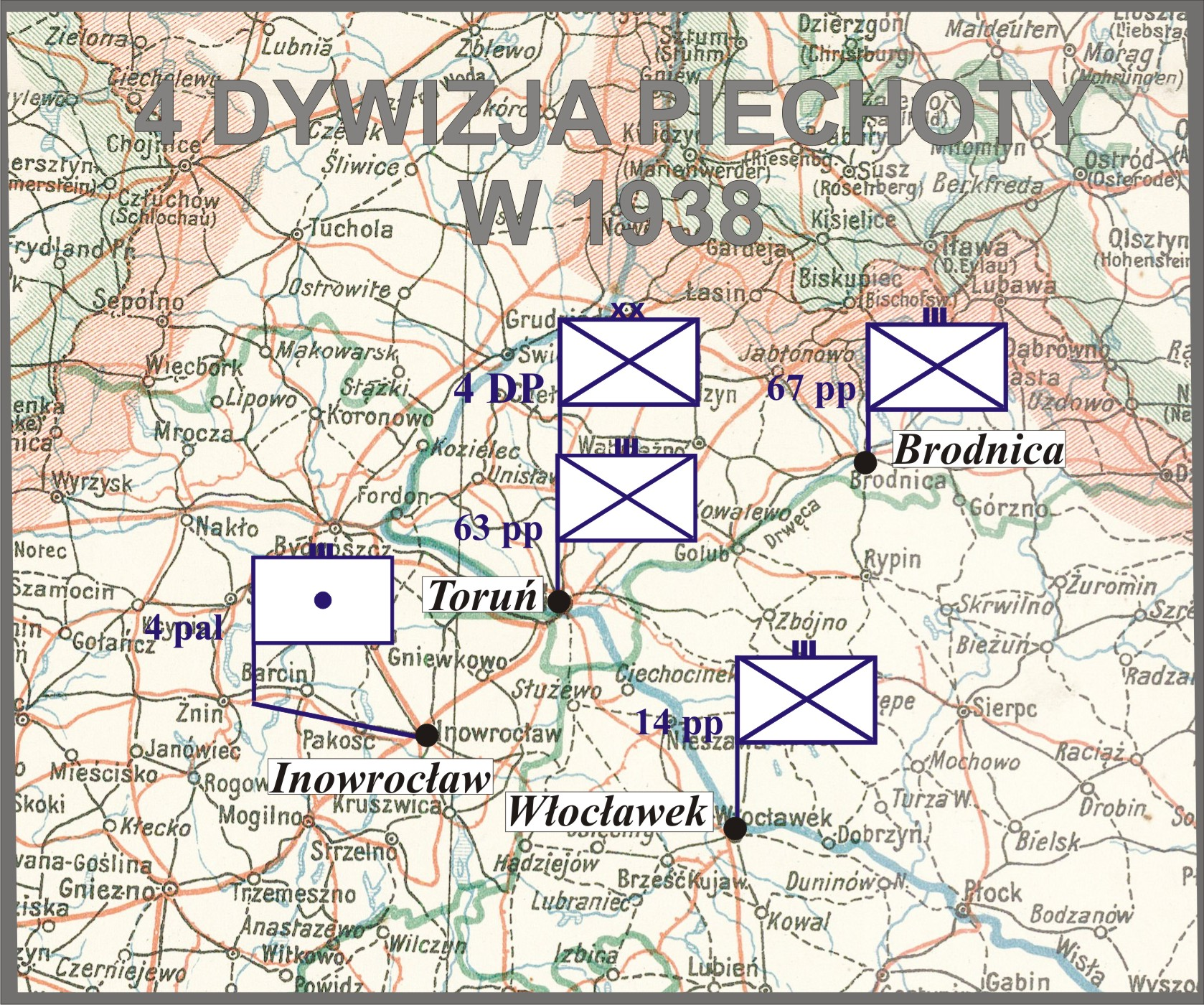
4 Dywizja Piechoty w 1938

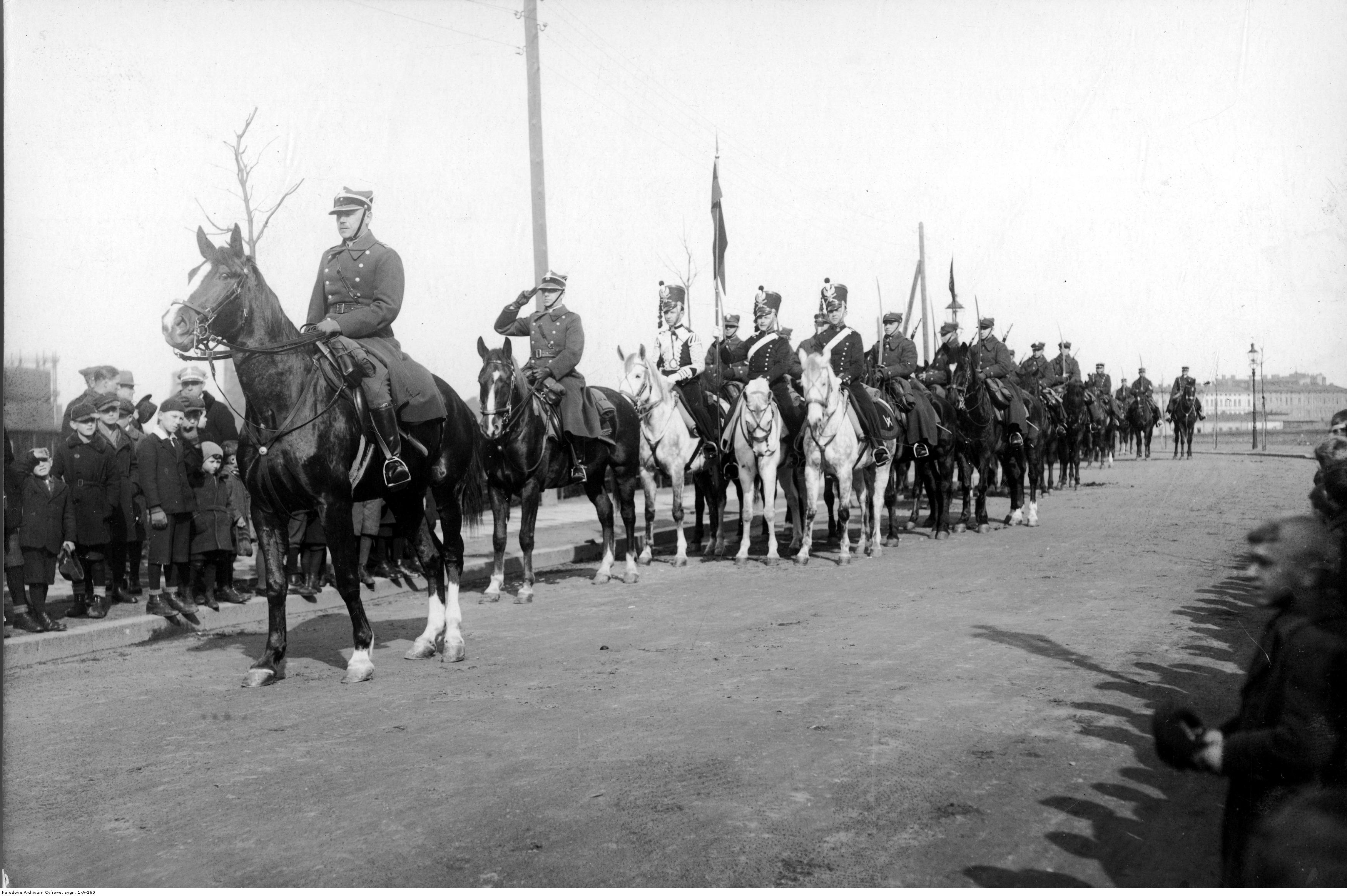
Uroczystości imieninowe Józefa Piłsudskiego w Inowrocławiu – defilada dyonu 4 pal; 19 marca 1934

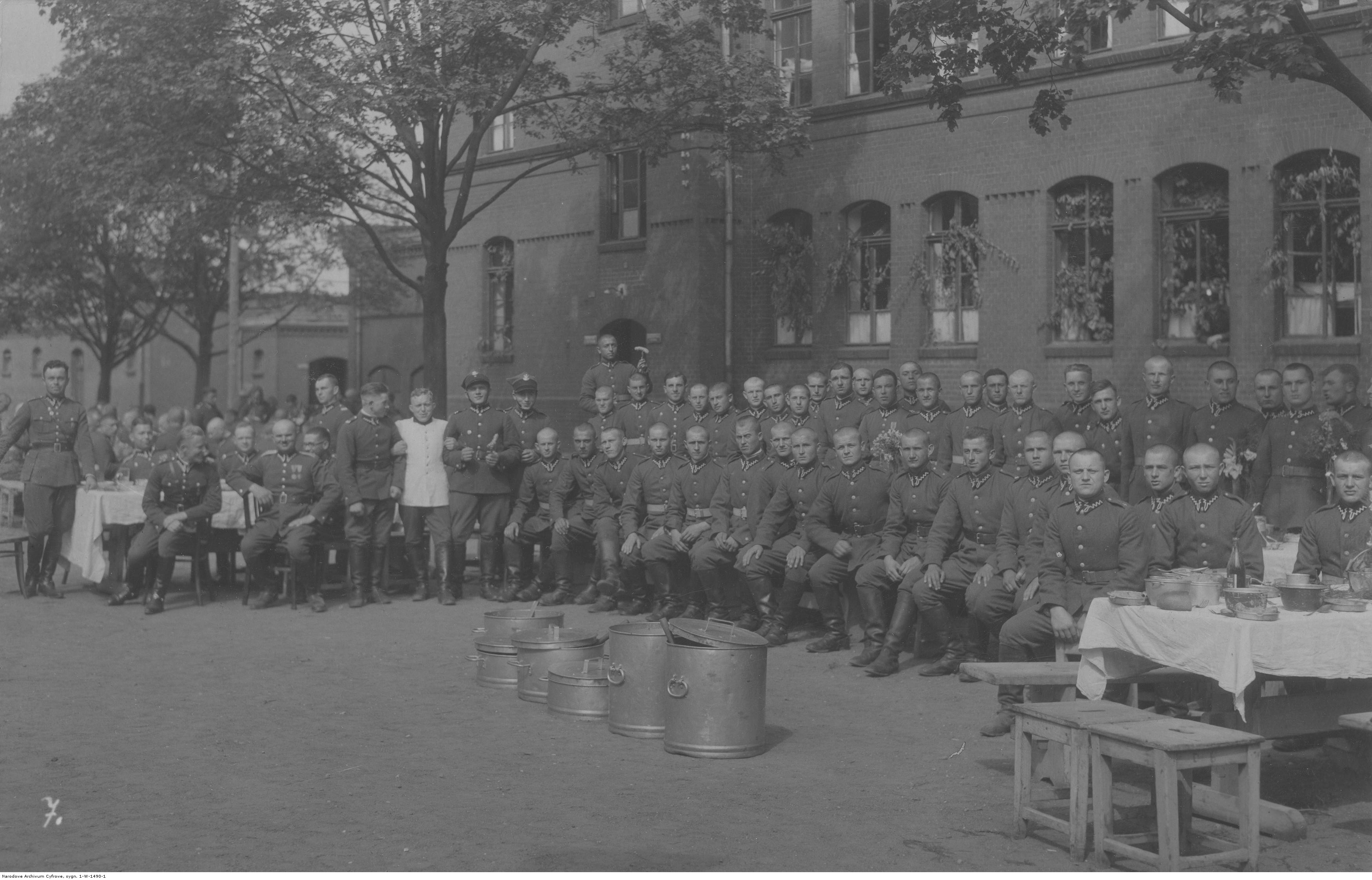
Święto 4 pal w Inowrocławiu – żołnierski obiad

Garnizonem 4 pułku artylerii stał się od 15 listopada 1921 roku Inowrocław.
7 września 1924 roku z udziałem Ministra Spraw Wojskowych, generała dywizji Władysława Sikorskiego odbyła się ceremonia poświęcenia kamienia węgielnego pod pomnik poległych bohaterów Pułku, połączona z pięcioleciem istnienia oddziału oraz świętem jednostki.
31 grudnia 1931 roku Minister Spraw Wojskowych marszałek Polski Józef Piłsudski przemianował 4 pułk artylerii polowej na 4 pułk artylerii lekkiej.
7 listopada 1936 roku Minister Spraw Wojskowych nadał koszarom 4 pal w Inowrocławiu nazwę „Koszary imienia Marszałka Józefa Piłsudskiego” (zob. kult Józefa Piłsudskiego).
W maju 1939 roku została wprowadzona nowa organizacja pokojowa pułku, zgodnie z którą liczył on trzy dywizjony po dwie baterie, przy czym I dywizjon był uzbrojony w 75 mm armaty wz. 1897, natomiast II i III dywizjon w 100 mm haubice wz. 1914/1919 P.
| Obsada personalna i struktura organizacyjna w marcu 1939 | Obsada personalna i struktura organizacyjna w marcu 1939 |
| -------------------------------------------------------- | -------------------------------------------------------- |
| dowódca pułku                                            | ppłk dypl. Andrzej Czerwiński                            |
| I zastępca dowódcy                                       | ppłk Józef Droba                                         |
| adiutant                                                 | kpt. Stefan Marian Greger                                |
| naczelny lekarz medycyny                                 | por. lek. Mieczysław Kusto                               |
| lekarz weterynarii                                       | mjr Stanisław Stebnicki                                  |
| oficer zwiadowczy                                        | kpt. Henryk Nadzieja-Nadia                               |
| II zastępca dowódcy (kwatermistrz)                       | mjr Franciszek Kopaczyński                               |
| oficer mobilizacyjny                                     | kpt. Józef Lipart                                        |
| zastępca oficera mobilizacyjnego                         | por. Władysław Jan Kowalczyk                             |
| oficer administracyjno-materiałowy                       | kpt. Janusz Krautforst                                   |
| oficer gospodarczy                                       | kpt. int. Juliusz Karol Józef Pawełek                    |
| oficer żywnościowy                                       | chor. Jan Węgrzyniak                                     |
| dowódca plutonu łączności                                | por. Marian Barszczak                                    |
| oficer plutonu                                           | por. Jan Ambroży Ożga                                    |
| dowódca szkoły podoficerskiej                            | por. kontr. Stefan Panczenko *                           |
| dowódca plutonu                                          | ppor. Jerzy Hojer (*)                                    |
| dowódca plutonu                                          | ppor. Jan Łojko (*)                                      |
| dowódca plutonu                                          | ppor. Kazimierz Józef Jan Trzaska-Durski (*)             |
| dowódca I dywizjonu                                      | mjr Stefan Rojewski                                      |
| dowódca 1 baterii                                        | p.o. por. Bronisław Stefan Wojciechowski                 |
| dowódca plutonu                                          | ppor. Józef Wrzesiński                                   |
| dowódca 2 baterii                                        | por. Wacław Chojna                                       |
| dowódca plutonu                                          | ppor. Piotr Jan Galant                                   |
| dowódca II dywizjonu                                     | mjr Kazimierz Falewicz                                   |
| dowódca 5 baterii                                        | por. Stanisław Kubin                                     |
| dowódca plutonu                                          | ppor. Edward Lankamer                                    |
| dowódca 6 baterii                                        | kpt. kontr. Tadeusz Cytłanadze                           |
| dowódca plutonu                                          | ppor. Jan Łojko (*)                                      |
| dowódca plutonu                                          | ppor. Władysław Zygmunt Menke                            |
| dowódca III dywizjonu                                    | mjr Michał Marian Szczepański                            |
| dowódca 7 baterii                                        | kpt. Jan Feliks Styczyński                               |
| dowódca plutonu                                          | por. Jan Świeczkowski                                    |
| dowódca 8 baterii                                        | por. kontr. Stefan Panczenko (*)                         |
| dowódca plutonu                                          | ppor. Jerzy Hojer (*)                                    |
| dowódca plutonu                                          | ppor. Kazimierz Józef Jan Trzaska-Durski (*)             |
| odkomenderowany                                          | mjr dypl. Arkadiusz Mieczysław Oborski                   |
| na kursie                                                | por. Sławomierz Łempicki                                 |
| na kursie                                                | por. Józef Marian Wojciechowski                          |

## 4 pal w kampanii wrześniowej

### Mobilizacja
Z uwagi na zagrożenie nagłym atakiem niemieckim na obszar tzw. „korytarza pomorskiego” jednostki nadgraniczne OK VIII sformowały jednostki osłonowe, wśród nich oddziały toruńskiej 4 Dywizji Piechoty. 28 czerwca 1939 roku 4 Kujawski Pułk Artylerii Lekkiej 4 pułk artylerii lekkiej dla wsparcia pododdziałów 67 pułku piechoty w rejonie Brodnicy wysłał koleją w ten rejon 5 baterię haubic. Bateria stacjonowała we wsi Małki, do 20 sierpnia. Następnie po dokonaniu mobilizacji koni i wozów osiągnęła nocą 22/23 sierpnia wieś Piecewo koło Jabłonowa. Od 24 sierpnia została przydzielona do batalionu II/63 pułku piechoty prowadząc działania osłonowe mobilizacji i koncentracji oddziałów 4 DP i Grupy Operacyjnej „Wschód”. W połowie sierpnia sformowano o stanach wojennych pułkowy pluton topograficzno-ogniowy i 22 sierpnia wyjechał w okolice Jabłonowa, celem przygotowania topograficznego rejonu stanowisk ogniowych pułku. Większa część 4 pal podjęła w ramach mobilizacji alarmowej w grupie „niebieskiej” w dniach 24–26 sierpnia mobilizację organicznych pododdziałów pułku i 804 kolumny taborowej i 801 warsztatu taborowego. Natychmiast po mobilizacji wyżej wymienionych pododdziałów, nie czekając na mobilizację powszechną, 28 sierpnia zmobilizowano baterię marszową 4 pal. Część pododdziałów mobilizowana była poza koszarami w Inowrocławiu we wsiach: Latkowo – dowództwo I dywizjonu, Dalkowo – 1 bateria, Więcławice – 2 bateria, Szadłowice – 3 bateria, Balczewo – 6 bateria i Marulewy – 8 bateria. Brakowało radiostacji, a wozy taborowe konne były słabej jakości.
Jednostki zmobilizowane przez 4 pal:
- kolumna taborowa parokonna nr 804
- warsztat taborowy parokonny nr 801
- samodzielny patrol meteorologiczny nr 4.
- Oddział Zbierania Nadwyżek 4 pal – kpt. Janusz Krautforst
- bateria marszowa 4 pal – p.o. ppor. rez. Władysław Sroczyński (od 4 IX por. rez. Witold Dłuski)

### Działania bojowe

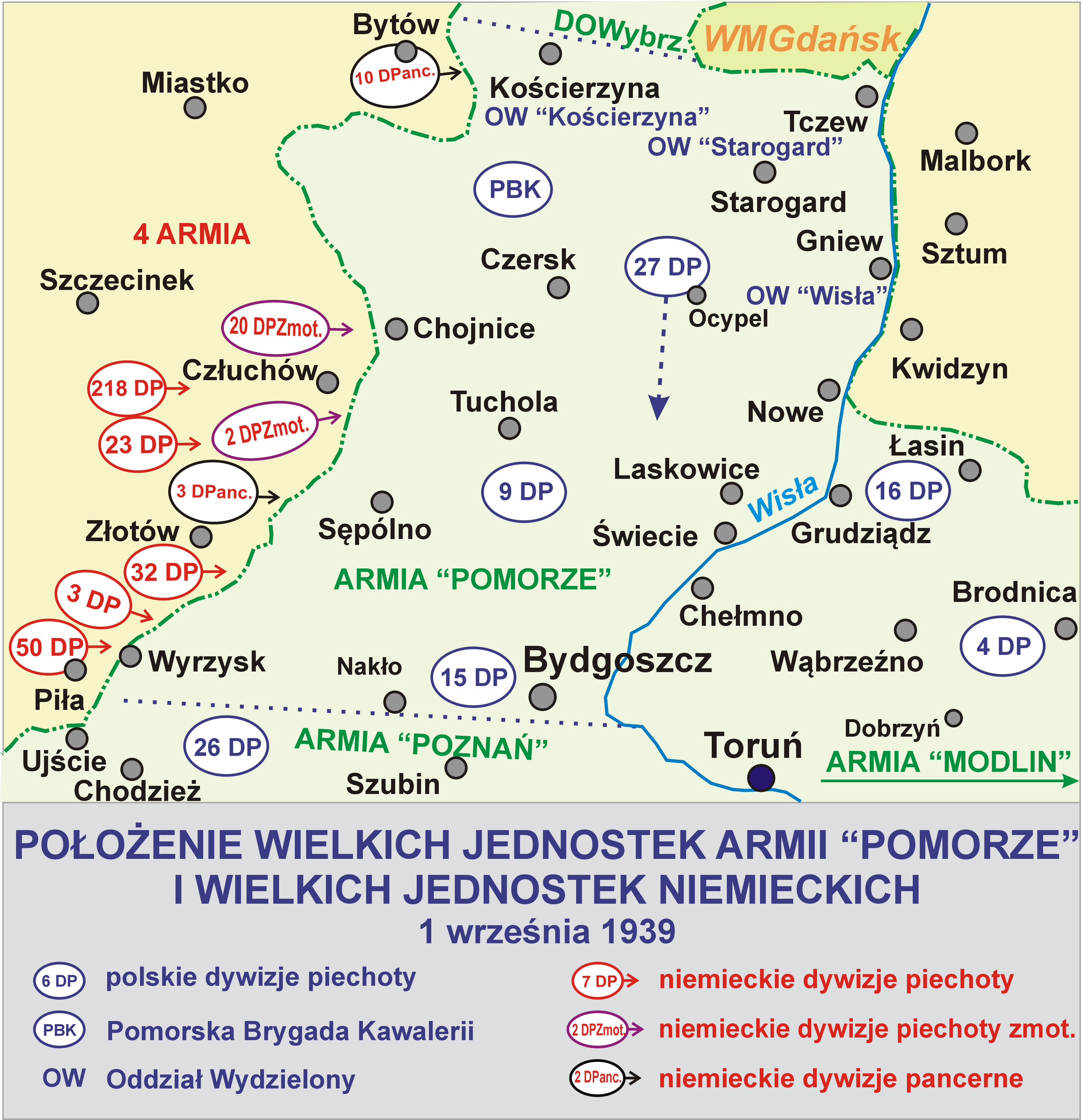
Pułk walczył w składzie 4 DP

26 sierpnia 1939 roku wieczorem 4 pal wymaszerował z Inowrocławia, marszami nocnymi dotarł do lasów na południe od Wąbrzeźna rano 29 sierpnia. Nocnym marszem 29/30 sierpnia dowództwo pułku dotarło do folwarku Góralki, dywizjony I i III osiągnęły lasy na wschód od gajówki Górale, II dywizjon do rejonu Jabłonowa. W dniu 30 sierpnia rozpoznawano przyszłe s.o. i punkty obserwacyjne, a pluton topograficzno-ogniowy założył sieć topograficzno-geodezyjną dla 4 pal, 4 dywizjonu artylerii ciężkiej i przyłączył sieć dywizjonu I/2 pułku artylerii ciężkiej. Nocą 30/31 sierpnia dywizjony 4 pal zajęły stanowiska ogniowe jak do walki w rejonie miejscowości Górale I dywizjon, w rejonie Jabłonowa jako wsparcie OW „Jabłonowo” – 208 pułk piechoty. 31 sierpnia III dywizjon zajął s.o. jako wsparcie OW „Brodnica” kolejno bateriami w pobliżu wsi Cielęta, Zbiczo i Żmijno.

#### Udział w bitwie nad Osą
Od 1 września 1939 pułk wzmacniał polską obronę na linii jezior brodnickich i Drwęcy. Aktywnie działał w tym dniu jedynie I/4 pal ostrzeliwując na żądanie piechoty 208 pp wskazane cele. Nocą 1/2 września I/4 pal wykonał marsz nocny do rejonu Rywałd Szlachecki i Królewski. 2 września II/4 pal oddał kilka salw bateryjnych do pojawiających się i rozpoznających pozycje niemieckich pojazdów pancernych. Stanowiska 6 baterii zostały zaatakowane przez niemiecki samolot, utracono 6 koni, a II dywizjon był ostrzeliwany przez artylerię niemiecką ogniem nękającym. W godzinach wieczornych w wyniku trafienia w jedną z obsług poległo kilku kanonierów, a kilku odniosło rany w 5 baterii. II/4 pal ponownie był ostrzeliwany przez niemieckie samoloty. Przed wieczorem 4 bateria skutecznie wspierała ostrzałem obronę kompanii 14 pułku piechoty za rzeką Osa. II dywizjon kilkakrotnie wykonał ognie zaporowe na atakujące oddziały niemieckie uniemożliwiając przerwanie obrony piechoty. Stanowiska III dywizjonu były atakowane przez lotnictwo niemieckie, utracono kilka koni. I/4 pal po dotarciu w swój rejon ostrzelał kilkoma salwami Mełno. W wyniku nalotu na I dywizjon, 1 bateria utraciła taczankę telefoniczną, dwóch rannych kanonierów i utraciła 2 konie. 1 i 2 września dywersanci kilkakrotnie dokonali uszkodzeń linii telefonicznych. Nocą 2/3 września żołnierze 7 baterii haubic wykryli i zlikwidowali dywersyjną stację sygnalizacji świetlnej w pobliżu Brodnicy. 9 bateria haubic nocą wspierała obronę batalionu ON „Brodnica”. 3 września w godzinach popołudniowych I/4 pal wspierał natarcie 63 pp mającego na celu odbicie Mełna. Skuteczne wsparcie umożliwiło odbicie miejscowości z rąk niemieckich.
Oddziały niemieckiej piechoty kontratakowały przy bardzo silnym wsparciu artylerii. 1 bateria dzięki posiadaniu dwóch radiostacji, zapewniła ciągłe wsparcie piechoty, inne baterie utraciły łączność telefoniczną po kilkunastu minutach od ostrzału artylerii niemieckiej i prowadziły mało efektywny ostrzał „z mapy” – bez obserwacji. II dywizjon haubic prowadził ostrzał niemieckich patroli pancerno-motorowych, po południu ostrzelał niemiecki pododdział pancerny próbujący zaskoczyć obronę 208 pp oraz ostrzeliwał inne cele wskazane przez piechotę. 4 bateria wspierała obronę nad rzeką Osą kompanii z batalionu szturmowego 16 DP „Grudziądz”. O godz. 21:00 wykryte przez piechotę zgrupowanie niemieckiej piechoty i czołgów zostało ostrzelane przez II/4 pal w lesie Pońkówko, baterie haubic dywizjonu wystrzeliły po kilkaset pocisków do celu. Z uwagi na załamanie się obrony 4 DP, na rozkaz gen. bryg. Mikołaja Bołtucia 4 pal wycofał się: dowództwo pułku i I/4 pal do dworu Wronie, II/4 pal do Pustej Dąbrówki, a III/4 pal (bez 9 baterii) do Dębowej Łąki. Na s.o. w rejonie Brodnicy pozostała 9 bateria. Kolejnej nocy 4/5 września dowództwo 4 pal i I dywizjon armat przemaszerowały za rzekę Drwęcę w pobliżu jeziora Okunin. II dywizjon haubic przemaszerował za rzekę Drwęcę w rejon folwarku Półwiesk. III dywizjon haubic również dołączył do pułku w rejonie wsi Zieleniec. 9 bateria wraz z OW „Brodnica” wykonała nocny marsz do rejonu Rypin, Borzymin, Dzierzno.

#### Odwrót
Kolejnej nocy 5/6 września pułk dalej maszerował, a odpoczywał w dzień osiągając: dowództwo 4 pal z I i III dywizjonami przez Toruń most na Wiśle, do lasów na południe od miasta w rejonie leśniczówki Kuchnia. II dywizjon wraz z 208 pp do rejonu Kikół, Konotopie, a 9 bateria do miejscowości Jastrzębiec na północ od Lipna. 6 września z magazynów w Toruniu uzupełniono brakujący lub utracony sprzęt i wyposażenie i uzupełniono amunicję. Dalsze przemieszczanie się podjęto kolejnymi nocami i tak 6/7 września dowództwo 4 pal i I/4 pal do gajówki Lisionki, II/4 pal i 9/4 pal w kierunku Włocławka, a III/4 pal do gajówki Józefina w lesie Brzezie. W rejonie Szpetela II/4 pal i 9/4 pal uzupełniły amunicję. Nocą 7/8 września 4 pal całością sił przemaszerował przez Włocławek w kierunku Kutna. Osiągając las na północ od Kruszyna, tu nastąpiło połączenie się całego pułku. O świcie 9 września 4 pal osiągnął rejon folwarku Bilno.

#### Udział w bitwie nad Bzurą
I/4 pal wykonał dalszy marsz w kolumnie 63 pp przez Kutno do rejonu na południe od miejscowości Kaszewy. II/4 pal przez Lubień pomaszerował do miejscowości Dąbrowice, a III/4 pal do lasu Kukiełka. Po minięciu Kutna 10 września na maszerujące oddziały 4 pal lotnictwo niemieckie wykonało naloty, w jego wyniku wszystkie dywizjony poniosły straty w koniach, a 3 bateria oraz kolumna amunicyjna I dywizjonu straty osobowe w poległych i rannych. Po uporządkowaniu pododdziałów kontynuowano marsz docierając do folwarku Sieraków – dowództwo 4 pal, Wojszyce-Szewce I/4 pal z 63 pp, dwór Ruszki II/4 pal z 14 pp, Kaszewy Kościelne III/4 pal bez 7 baterii z 67 pp, 7/4 pal wraz batalionami ON. Maszerujący na czele głównej kolumny 4 DP po przeprawieniu się przez Bzurę o świcie 11 września wszedł w styczność bojową z piechotą niemiecką 63 pp. Uderzył na stanowiska obronne niemieckiego 20 pp z 10.DP w rejonie wsi Borówek, a następnie dwukrotnie na Bielawy, wsparcia udzieliła mu początkowo tylko 2 bateria, z uwagi na trudności w przeprawie przez uszkodzony most na Bzurze. A następnie dywizjony I/4 pal i III/4 pal wspierały 63 pp i I/67 pp podczas dalszych walk o Bielawy i Walewice. 3 bateria wsparła I batalion 67 pp w walce o opanowanie wsi Gosławice-Psary. II/4 pal wraz z 7 baterią, która dołączyła do niego wsparł natarcie 14 pp w trakcie walk o przeprawy na Bzurze w rejonie Soboty i Walewic, a także podczas zdobycia obu tych miejscowości. W trakcie walk strzelająca z odkrytych stanowisk 4 bateria poniosła straty 3 poległych i 4 rannych z obsługi punktu obserwacyjnego, a w 6 baterii został ranny jej dowódca por. Wojciechowski. Całodzienny bój 14 pp wzmocnionego batalionem ON „Brodnica” oraz przydzieloną artylerią tj. II/4 pal i 7/4 pal, doprowadził do opanowania okolic folwarków Przesławice i Piotrowice, a do wieczora rejon wsi Stanisławów, Władysławów, Sapy. W nocy III/4 pal przemieścił się za 67 pp do lasu w rejonie wsi Rulice, II/4 pal w rejonie Brzostowic, a I/4 pal w folwarku Psary. Ok. godz. 19:00 14 pp przystąpił do natarcia nocnego w kierunku Głowna po opanowaniu Sap i Trzebieszewa, z uwagi na brak wsparcia artyleryjskiego ze strony II/4 pal, natarcie wstrzymano, linie łączności dywizjonu zostały przecięte przez niemieckich spadochroniarzy i dywersantów. Ostatecznie natarcie całej 4 DP zostało odwołane.
Rozkazem dowódcy GO gen. bryg. Mikołaja Bołtucia, 4 DP wraz z nią 4 pal nocą 12/13 września wycofał się na północny brzeg rzeki Bzura i wraz z dywizją zajął stanowiska obronne. W dniu 13 września po wycofaniu się 4 pal odpoczywał i prowadził sporadyczny ostrzał oddziałów niemieckich podchodzących nad Bzurę, 8 bateria stoczyła pojedynek artyleryjski z niemiecką artylerią. Wieczorem przegrupował się do rejonu Zduny, Parcele, skąd miał wesprzeć od rana 14 września natarcie grupy uderzeniowej 4 DP. O godz. 8:00 14 września grupa uderzeniowa 4 DP w składzie 67 pp i I/14 pp ze wsparciem bezpośrednim II/4 pal i III/4 pal podjęła natarcie w kierunku Łowicza. Dowództwo grupy artylerii ogólnego wsparcia sprawował ppłk Pyrek z podległymi mu dywizjonami I/4 pal, 4 dac i I/2 pac. Grupa uderzeniowa wraz z zmieniającymi stanowiska ogniowe obydwoma dywizjonami haubic 4 pal, przekroczyła rzekę Bzurę, zajęła Bocheń i Ostrów i wykonała natarcie na wsie Lisiewice, Dąbkowice Górne i Dąbkowice Dolne. Ostrzał oddziałów niemieckich dywizjony prowadziły ze stanowisk ogniowych pod Bocheniem, a następnie II/4 pal z rejonu wsi Gutnia. Przy wsparciu haubic obu dywizjonów, po południu, zdobyto wsie Pilaszków i Jamno. Ostrzeliwano niemiecką piechotę, która wykonała kontratak i wieczorem wsparto odwodowy batalion ON „Jabłonowo”, który odbił utracony teren. Walki nocne pozwoliły 67 pp i batalionom: I/14 pp, ON „Jabłonowo” zdobyć wzgórze 117,4 koło Dąbkowic. Nocą 14/15 września dywizjony II i III wraz ze zgrupowaniem uderzeniowym 4 DP wycofały się powtórnie za Bzurę. 15 września dowództwo 4 pal wraz z III/4 pal stacjonowało w Zdunach Kościelnych jako odwód artyleryjski 4 DP. Od godzin południowych II/4 pal, na stanowiskach ogniowych w rejonie Bogorii, wspierał 14 pp, a I/4 pal stanowił wsparcie 63 pp w odpieraniu niemieckich natarć na stanowiska 4 DP na północnym brzegu Bzury. Wieczorem III/4 pal wraz z 63 pp został oddany do dyspozycji dowódcy 16 DP. 16 września od godz. 6:00 4 pal bez III dywizjonu, wspierał obronę 14 pp przed natarciem niemieckiej 24 DP, która sforsowała Bzurę i wyparła bataliony ON i 14 pp z Urzecza i Strugienickiego Młyna. W boju tym wyróżniła się 5 bateria strzelając ogniem na wprost do niemieckiej piechoty, ponosząc przy tym straty osobowe w poległych i rannych. W rejonie zagrożonych stanowisk 4 baterii został ciężko ranny mjr Falewicz, który poprowadził do kontrataku chwiejącą się 8 kompanię strzelecką po śmierci jej dowódcy. Dostał się on do niewoli, dowództwo dywizjonu objął kpt. Stefan Greger. Tego dnia III/4 pal wspierał w obronie 63 pp ze stanowisk ogniowych w rejonie miejscowości Sromów, a następnie jego kontratak. Ranny odniosło kilku oficerów dywizjonu, wśród nich dowódca 9 baterii haubic.
Nocą 16/17 września 4 pal wraz z jednostkami piechoty 4 DP podjął marsz odwrotowy od Bzury; dowództwo 4 pal dotarło poprzez Kiernozię do wsi Aleksandrów koło Sannik, I/4 pal dotarł do Kiernozi, II/4 pal Osmolin koło Kiernozi, a III/4 pal przemaszerował do miejscowości Błędów. Maszerujące po krótkim odpoczynku nadal dywizjony zostały zaatakowane przez duże zgrupowania lotnictwa niemieckiego, szczególnie ciężkie straty poniosły dywizjony I i II. Rozgromiony został przez dwukrotne naloty niemieckiego lotnictwa I dywizjon armat, rozbito całkowicie 3 baterię, zadano duże straty 1 i 2 baterii, pozostało w nich po 2 armaty. Pozostałości 1 baterii dołączyły do pułku zbiorczego Pomorskiej Brygady Kawalerii i podjęły z nim marsz do Bud Iłowskich w nocy 17/18 września. Zaginął dowódca I dywizjonu mjr Kopaczyński. II dywizjon haubic doprowadził do lasu Aleksandrów w 4 i 5 baterii po 3 haubice i kilka jaszczy. 8 bateria została dwukrotnie zbombardowana, poległo wielu artylerzystów i utracono 70 koni, zdołano zebrać tylko kilkunastu kanonierów i jedną haubicą i jaszczem dołączono do 9 baterii. Resztki III dywizjonu haubic ciągle bombardowane wycofały się w kierunku Wyszogrodu, dotarły do rejonu miejscowości Przejma. Tam do resztek III/4 pal dołączyła pozostałość 1 baterii. Zbiorcza bateria złożona z dwóch armat 1 baterii i dwóch haubic III dywizjonu prowadziła ostrzał niemieckich oddziałów oraz stoczyła pojedynek artyleryjski z niemiecką artylerią zajmującą s.o. na wschodnim brzegu Wisły. Rannych zostało wielu artylerzystów, a wśród nich dowódca 1 baterii por. Wojciechowski. Po wystrzelaniu reszty amunicji zniszczono działa, a mjr Szczepański rozwiązał resztki zbiorczego dywizjonu, żołnierze w większości dostali się do niewoli. Resztki 2 baterii z dwoma armatami dołączyły do 4 baterii pomiarów artylerii, maszerujące pododdziały 18 września zostały zaatakowane przez niemieckie czołgi i uległy rozproszeniu, a armaty porzucono. Resztki 4 pal z pojedynczymi działonami podjęły marsz z pozostałością 4 DP w kierunku Przejmy, Iłowa i Bud Starych, o świcie 18 września rejonie dworu Ruszki działony wspierały potyczki piechoty 4 DP z patrolami niemieckimi. Ostatecznie dowódca 4 pal zebrał resztki pułku w rejonie Przejmy i po wystrzelaniu całej posiadanej amunicji na rozkaz gen. bryg. M. Bołtucia zniszczono pozostałe działa. Resztki pułku nocą 18/19 września podjęły marsz w kierunku Bzury, 19 września o świcie pod ostrzałem niemieckiej artylerii sforsowano pod Kamionem Bzurę. Część artylerzystów przedarła się do Puszczy Kampinoskiej. W trakcie przedzierania w kierunku Warszawy i Modlina większość żołnierzy 4 pal dostała się do niewoli.

#### Bateria marszowa 1/4 pal
Z uwagi na zagrożenie nagłym atakiem niemieckim, nie czekając na ogłoszenie mobilizacji powszechnej, od 28 sierpnia 1939 roku podjęto mobilizację baterii marszowej 4 pal. Nominalnym dowódcą baterii był por. rez. Witold Dłuski, a oficerem zwiadowczym ppor. rez. Władysław Sroczyński. Podporucznik Sroczyński z uwagi na nie zmobilizowanie w terminie dowódcy baterii podjął organizację baterii, przy wsparciu trzech dowódców plutonów i 5 podchorążych ze SPArt. W Toruniu zmobilizowano ok. 150 rezerwistów, konie i wozy, a także umundurowano i częściowo uzbrojono przybyłych. Dla części rezerwistów zabrakło broni. 2 września bateria przemaszerowała do majątku Marulewy pod Inowrocławiem. Do 5 września prowadzono szkolenie rezerwistów, 4 września dowództwo objął por. rez. Witold Dłuski. 5 września bateria marszowa 4 pal podjęła marsz do Ośrodka Zapasowego Artylerii Lekkiej nr 8 w Skierniewicach trasą przez Kruszwicę, Radziejów Kujawski, Płowce, Lubraniec, Chodecz, Gostynin, Gąbin i Sobotę osiągając ją 16 września. W miejscowości Łaźniki rozkazem dowódcy Artylerii Dywizyjnej ppłk. dypl. Czerwińskiego bateria marszowa została rozwiązana, a poszczególne plutony weszły w skład dywizjonów zgodnie z numeracją.

### Działania OZN 4 pal
Oddział Zbierania Nadwyżek 4 pal zaczęto organizować od 25 sierpnia 1939 roku, od 28 sierpnia organizację jego objął kpt. Janusz Krautforst. Od rozpoczęcia mobilizacji powszechnej podjęto organizację oddziału oraz do podstawionego transportu kolejowego załadowano majątek ruchomy pułku. Po zbombardowaniu stacji kolejowej w Inowrocławiu w dniu 2 września 1939 roku, ewakuowano od 2 do 4 września z koszar organizowany oddział, przenosząc dalszą jego organizację do Gocanowa 6 kilometrów na południe od Kruszwicy. Jednocześnie z uwagi na zniszczenia dworca PKP, podjęto decyzję marszu pieszego, dokonując w okolicznych miejscowościach rekwizycji koni i wozów. 5 września w godzinach porannych OZN 4 pal w sile ok. 20 oficerów i 800 szeregowych ze 143 wozami konnymi podjął marsz pieszy do OZAL nr 8 w Skierniewicach, poprzez Płowce, Borucinek, Redecz Wielki, Chodecz, Kutno i Kiernozie, gdzie 9 września kpt. Janusz Krautforst otrzymał rozkaz marszu do Modlina. Podjęto kolejny marsz przez Sanniki, Czyżów, gdzie zniszczono akta pułkowe, wydano resztę nowego umundurowania i wypłacono żołd. Następnie przez Łaziska k. Iłowa, Wólkę Smolną, Famułki Królewskie, Ribitew osiągnięto rejon Modlina 13 września.
Po otrzymaniu od dowództwa twierdzy Modlin rozkazu marszu do Warszawy, wyruszono poprzez most w Nowym Dworze i Jabłonnę. W trakcie postoju w lasach w rejonie Jabłonny, sformowano uzbrojony pododdział pod dowództwem ppor. W. Wołoszyńskiego, który 14 września stoczył walkę z niemieckim pododdziałem zbliżającym od strony Zegrza, odrzucając go. 15 września OZN 4 pal przybył do Warszawy i został skierowany do Parku Łazienkowskiego, wieczorem został ponownie skierowany do Modlina lewym brzegiem Wisły przez Młociny. Dowództwo oddziału udało się do Modlina po rozkazy, w trakcie powrotu samochodem zostało ostrzelane przez niemiecki samolot, rannych zostało dwóch oficerów. Dowódca oddziału udał się wraz z OZN 4 pal do Puszczy Kampinoskiej do składnicy amunicji w Palmirach. Tam od 16 września część żołnierzy pracowała przy załadunku amunicji dla obrońców Warszawy, część wystawiła placówki ubezpieczające składnicę. 17 września wieczorem placówki stoczyły potyczki z pancernymi patrolami wroga, ponosząc straty w poległych i rannych. Nocą 17/18 oddział kpt. Krautforsta pomaszerował do wsi Stara Dąbrowa, gdzie został ostrzelany przez artylerię niemiecką. Podjęto próbę dołączenia do większego zgrupowania wojsk, lecz próba nie powiodła się i 19 września podjęto marsz ponownie do Palmir, docierając rano 20 września do wsi Sadowa. Po odpoczynku wyruszono nocą 21/22 września do Warszawy, próba nie powiodła się i 22 września OZN 4 pal dostał się do niemieckiej niewoli.

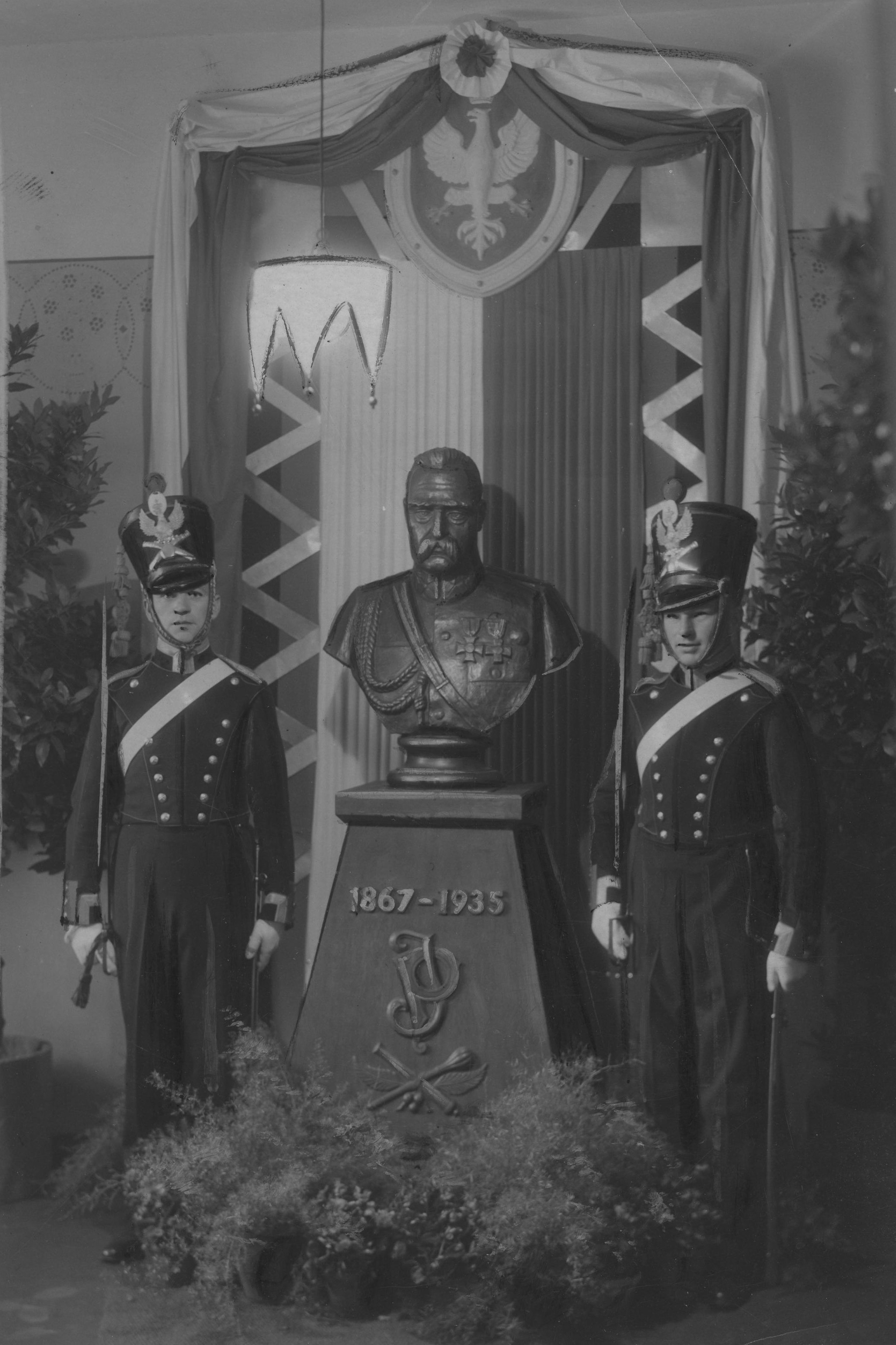
Święto 4 pal w Inowrocławiu – odsłonięcie popiersia Marszałka Józefa Piłsudskiego; 6 sierpnia 1935 r.

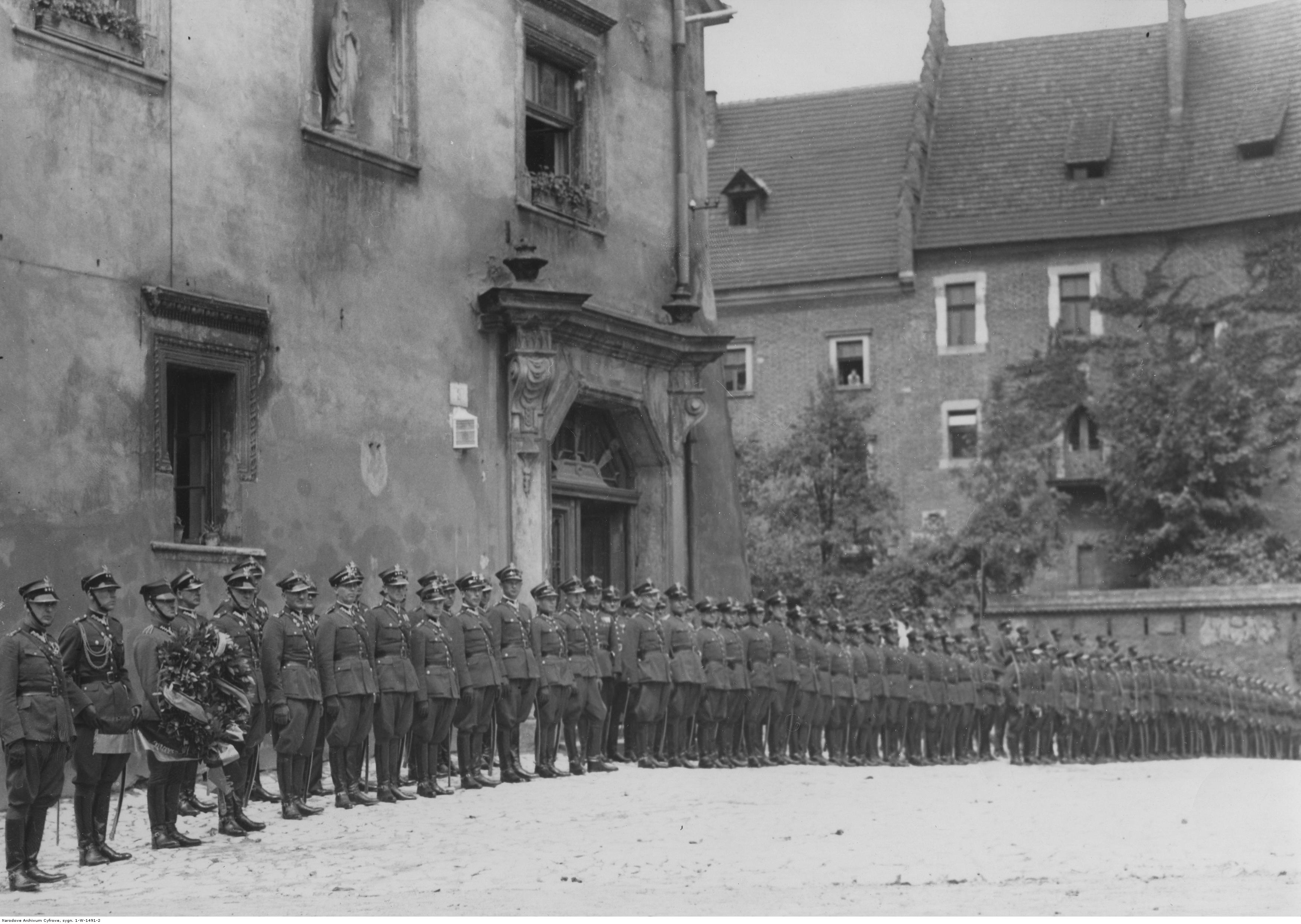
Artylerzyści z 4 pal z Inowrocławia na Wawelu; lipiec 1936 r.

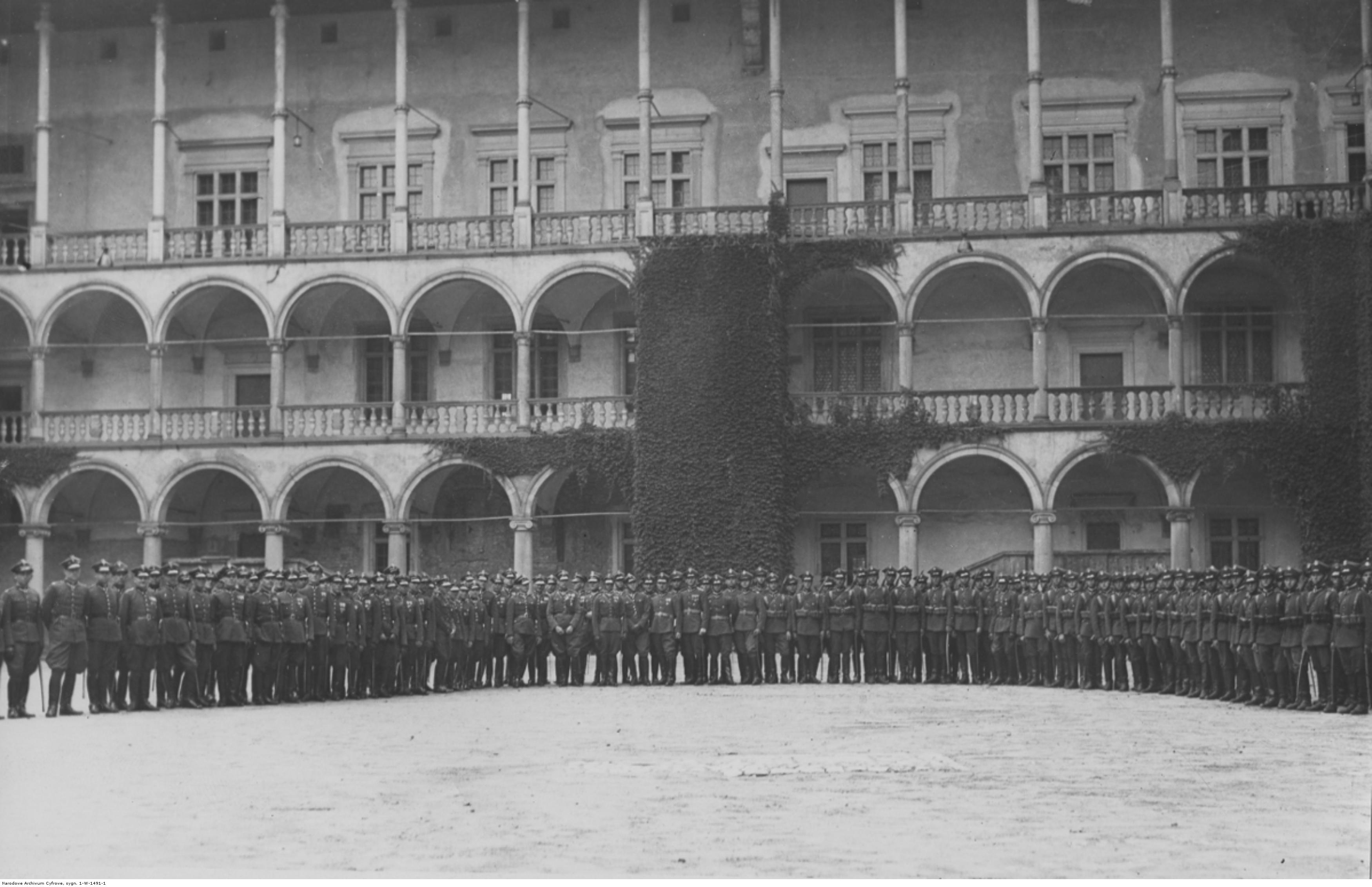
Artylerzyści 4 pal z Inowrocławia na Wawelu przed złożeniem wieńca na sarkofagu Marszałka Józefa Piłsudskiego

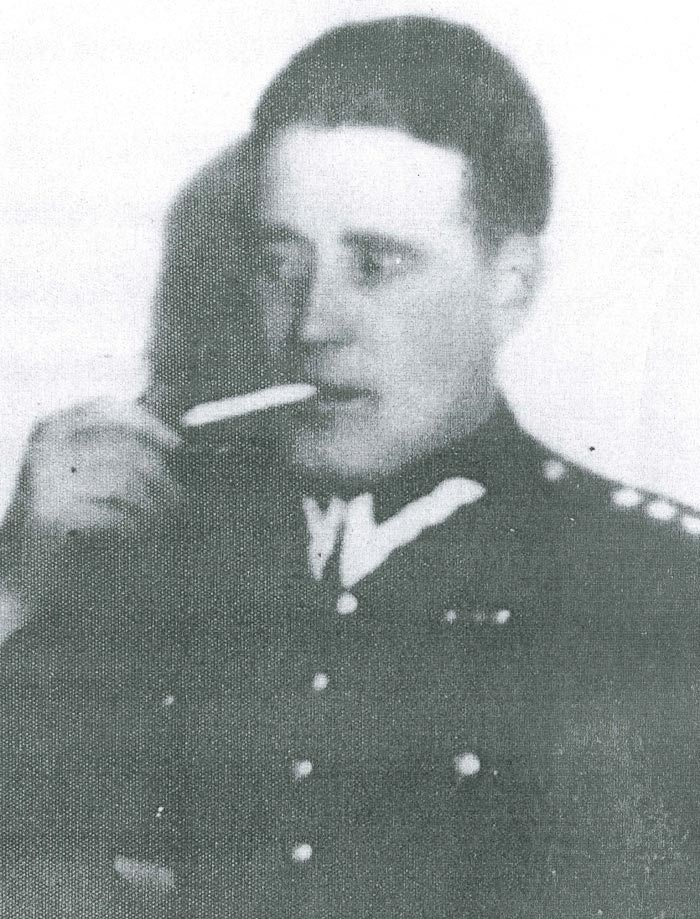
Porucznik art. Wirgiliusz Lemański, po promocji oficerskiej (1933 r.) wcielony do 4 pal. W kampanii wrześniowej dowódca plutonu artylerii piechoty 14 pp. Poległ dnia 10.09.1939 r. we dworze Ruszki

Obsada personalna pułku
| Struktura organizacyjna i obsada personalna we wrześniu 1939 | Struktura organizacyjna i obsada personalna we wrześniu 1939 | Struktura organizacyjna i obsada personalna we wrześniu 1939 |
| Stanowisko                                                   | Stopień, imię i nazwisko                                     | Uwagi                                                        |
| Dowództwo                                                    | Dowództwo                                                    |                                                              |
| ------------------------------------------------------------ | ------------------------------------------------------------ | ------------------------------------------------------------ |
| dowódca                                                      | ppłk Józef Pyrek                                             |                                                              |
| adiutant                                                     | kpt. Stanisław Greger                                        | do 16 IX                                                     |
| adiutant                                                     | ppor. rez. Zbigniew Knast                                    |                                                              |
| oficer zwiadowczy                                            | kpt. Henryk Nadija-Nadzieja                                  | do 15 IX zaginął                                             |
| oficer obserwacyjny                                          | por. Jan Świeczkowski                                        |                                                              |
| oficer łączności                                             | por. Marian Barszczak                                        |                                                              |
| oficer broni                                                 | ppor. rez. Zbigniew Knast                                    |                                                              |
| dowódca plutonu topograficzno-ogniowego                      | ppor. Jan Chodak                                             |                                                              |
| dowódca plutonu topograficzno-ogniowego                      | ppor. rez. Jan Płazak                                        |                                                              |
| I dywizjon                                                   |                                                              |                                                              |
| dowódca                                                      | mjr Franciszek Kopaczyński                                   |                                                              |
| adiutant dywizjonu                                           | ppor. rez. Ludwik Pokrzywka                                  |                                                              |
| oficer zwiadowczy                                            | ppor. Piotr Gallant                                          |                                                              |
| oficer obserwacyjny                                          | ppor. rez. Alfred Radomski                                   |                                                              |
| oficer łączności                                             | ppor. rez. Kazimierz Węgiel                                  |                                                              |
| oficer łącznikowy                                            | por. rez. Józef Kluczyński                                   |                                                              |
| oficer płatnik                                               | por. rez. Józef Cisek                                        |                                                              |
| oficer żywnościowy                                           | por. rez. Jerzy Wieszczycki                                  |                                                              |
| lekarz dywizjonu                                             | ppor. lek. rez. Jan Wojciechowski                            |                                                              |
| lekarz weterynarii dywizjonu                                 | ppor. lek. wet. rez.Alojzy Zawadzki                          |                                                              |
| dowódca 1 baterii                                            | por. Bronisław Wojciechowski                                 |                                                              |
| oficer zwiadowczy                                            | ppor. rez. Wilhelm Kamiński                                  |                                                              |
| oficer ogniowy                                               | ppor. rez. Zbyszko Tuchołka                                  |                                                              |
| dowódca I plutonu                                            | ppor. Frycz                                                  |                                                              |
| dowódca II plutonu                                           | plut. pchor. Ciesielski                                      |                                                              |
| dowódca 2 baterii                                            | por. Wacław Chojna Horodyński                                |                                                              |
| oficer zwiadowczy                                            | ppor. Edward Filochowski                                     |                                                              |
| oficer ogniowy                                               | ppor. rez. Czesław Zabłocki                                  |                                                              |
| dowódca I plutonu                                            | ppor. rez. Mieczysław Barański                               |                                                              |
| dowódca II plutonu                                           | ppor. rez. Zygmunt Straszewski                               |                                                              |
| dowódca 3 baterii                                            | por. Sławomir Łępicki                                        |                                                              |
| oficer zwiadowczy                                            | por. rez. Tadeusz Czekanowski                                |                                                              |
| oficer ogniowy                                               | ppor. rez. Walery Żurek                                      |                                                              |
| dowódca I plutonu                                            | ppor. rez. Jan Tokarski                                      |                                                              |
| dowódca II plutonu                                           | ppor. rez. Popek                                             |                                                              |
| dowódca kolumny amunicyjnej                                  | ppor. rez. Czesław Mieloch                                   |                                                              |
| II dywizjon                                                  |                                                              |                                                              |
| dowódca dywizjonu                                            | mjr Kazimierz Falewicz                                       | do 16 IX                                                     |
| dowódca dywizjonu                                            | kpt. Stanisław Greger                                        | od 16 IX                                                     |
| adiutant dywizjonu                                           | ppor. Władysław Menke                                        |                                                              |
| oficer zwiadowczy                                            | por. rez. Stanisław Chrempiński                              |                                                              |
| oficer obserwacyjny                                          |                                                              |                                                              |
| oficer łączności                                             |                                                              |                                                              |
| oficer płatnik                                               | por. Władysław Kowalczyk                                     |                                                              |
| lekarz dywizjonu                                             | por. lek. rez. Mieczysław Kusto                              |                                                              |
| dowódca 4 baterii                                            | ppor. Jan Łojko                                              |                                                              |
| oficer zwiadowczy                                            | ppor. rez. Roman Stasiński                                   |                                                              |
| oficer ogniowy                                               | ppor. Henryk Ostrowski                                       |                                                              |
| dowódca I plutonu                                            | ppor. rez. Hieronim Jabłoński                                |                                                              |
| dowódca II plutonu                                           | ogn. pchor. Stanisław Milewski                               |                                                              |
| dowódca 5 baterii                                            | por. Stanisław Kubin                                         |                                                              |
| oficer zwiadowczy                                            | ppor. Edward Lankamer                                        |                                                              |
| oficer ogniowy                                               |                                                              |                                                              |
| dowódca 6 baterii                                            | por. Józef Wojciechowski                                     |                                                              |
| oficer zwiadowczy                                            | ppor. rez. Bronisław Juchniewicz                             |                                                              |
| oficer ogniowy                                               | ppor. Ernest Juraszek                                        |                                                              |
| dowódca I plutonu                                            | ppor. rez. Czesław Marcinkowski                              |                                                              |
| dowódca II plutonu                                           | ppor. rez. Bogdan Ostrowski                                  |                                                              |
| dowódca kolumny amunicyjnej                                  |                                                              |                                                              |
| III dywizjon                                                 |                                                              |                                                              |
| dowódca                                                      | mjr Michał Szczepański                                       |                                                              |
| adiutant dywizjonu                                           | ppor. Jerzy Hoyer                                            |                                                              |
| oficer zwiadowczy                                            | ppor. rez. Kazimierz Cieślewicz                              |                                                              |
| oficer obserwacyjny                                          | ppor. rez. Józef Kasprowicz                                  |                                                              |
| oficer łączności                                             | ppor. rez. Stefan Walterbach                                 |                                                              |
| oficer łącznikowy                                            | ppor. rez. Bolesław Dryboński                                |                                                              |
| oficer płatnik                                               | ppor. rez. Stanisław Sybilski                                |                                                              |
| oficer żywnościowy                                           | ppor. rez. Wojciech Cieśliński                               |                                                              |
| lekarz dywizjonu                                             | ppor. lek. rez. Bolesław Jagielski                           |                                                              |
| lekarz weterynarii dywizjonu                                 | ppor. lek. wet. rez. Witold Płoszyński                       |                                                              |
| dowódca 7 baterii                                            | kpt. Jan Styczyński                                          |                                                              |
| oficer zwiadowczy                                            |                                                              |                                                              |
| oficer ogniowy                                               | ppor. rez. Józef Przygodziński                               |                                                              |
| dowódca II plutonu                                           | ppor. Jan Chodak                                             |                                                              |
| dowódca 8 baterii                                            | por. Jan Ożga                                                |                                                              |
| oficer zwiadowczy                                            | ppor. rez. Stefan Samoliński                                 |                                                              |
| oficer ogniowy                                               | ppor. Walenty Zawodny                                        |                                                              |
| dowódca I plutonu                                            | ppor. Zdzisław Borkowski                                     |                                                              |
| dowódca II plutonu                                           | ppor. rez. Rydel                                             |                                                              |
| dowódca 9 baterii                                            | ppor. Kazimierz Trzaska-Durski                               |                                                              |
| dowódca 9 baterii                                            | od 16 IX ppor. Jerzy Hoyer                                   |                                                              |
| oficer zwiadowczy                                            | ppor. rez. Bogdan Korzeniowski                               |                                                              |
| oficer ogniowy                                               |                                                              |                                                              |
| dowódca I plutonu                                            | ppor. rez. Edmund Sonnenberg                                 |                                                              |
| dowódca kolumny amunicyjnej                                  | ppor. rez. Stefan Fajutowski                                 |                                                              |

## Symbole pułkowe

### Sztandar
10 grudnia 1937 Prezydent RP zatwierdził wzór sztandaru dla 4 pułku artylerii lekkiej. 19 czerwca 1938 w Toruniu marszałek Polski Edward Śmigły-Rydz wręczył dowódcy pułku sztandar ufundowany przez społeczeństwo Inowrocławia. Brak jest wiadomości o wrześniowych i dalszych losach sztandaru.
Sztandar został wykonany zgodnie z wzorem określonym w rozporządzeniu Prezydenta Rzeczypospolitej z dnia 13 grudnia 1927 o godłach i barwach państwowych oraz o oznakach, chorągwiach i pieczęciach.
Na prawej stronie płata znajdował się amarantowy krzyż, w środku którego wyhaftowano orła w wieńcu laurowym. Na białych polach, pomiędzy ramionami krzyża, znajdowały się cyfry 4 w wieńcach laurowych.
Na lewej stronie płatu sztandarowego, pośrodku krzyża kawaleryjskiego znajdował się wieniec, taki sam jak po stronie prawej, a w wieńcu trzywierszowy napis „HONOR I OJCZYZNA”. W rogach sztandaru, w mniejszych wieńcach umieszczone były na tarczach:
- w prawym górnym rogu – Matki Boskiej Ostrobramskiej,
- w lewym górnym rogu – wizerunek św. Barbary,
- w prawym dolnym rogu – godło m. Inowrocławia,
- w lewym dolnym rogu – odznaka pamiątkowa 4 pal.

Na ramionach krzyża kawalerskiego znajdowały się wyhaftowane nazwy i daty ważniejszych bitew pułku:
- na górnym – „Włocławek 16.VIII.1920”,
- na dolnym – „Przemyśl 10.XI.1918”,
- na lewym – „Rohatyn 11.IX.1920”,
- na prawym – „Radzymin 15.VIII.1920”[36].

### Odznaka pamiątkowa
30 czerwca 1926 roku minister spraw wojskowych zatwierdził odznakę pamiątkową 4 pułku artylerii polowej. Odznaka o wymiarach 40 × 33 mm ma kształt srebrnej podkowy opartej na dwóch skrzyżowanych złocistych lufach armatnich i otoczonej srebrnym oksydowanym wieńcem laurowym. Wewnątrz podkowy na tle cynobrowej emalii umieszczono numer pułku „4”. Nad podkową umieszczono złocisty granat z płomieniem. Na skrzyżowaniu luf pocisk, na który na emaliowanej wstędze w kolorze zielono-czarnym wpisano daty i inicjały „1918 PAP 1920” (w wersjach późniejszych „PAL”). Nad lufami, na tle wieńca, skrzyżowana szabla i wycior armatni. Odznaka oficerska, czteroczęściowa, wykonana w srebrze, emaliowana, pocisk mocowany na 2 nity. Wykonawcą odznak był Wiktor Gontarczyk z Warszawy. Dla szeregowych zawodowych i niezawodowych przewidziano odznakę wykonaną całkowicie z białego metalu i bez emalii. 12 lutego 1929 minister spraw wojskowych zatwierdził regulamin odznaki pamiątkowej 4 pap.

## Żołnierze pułku
Dowódcy pułku

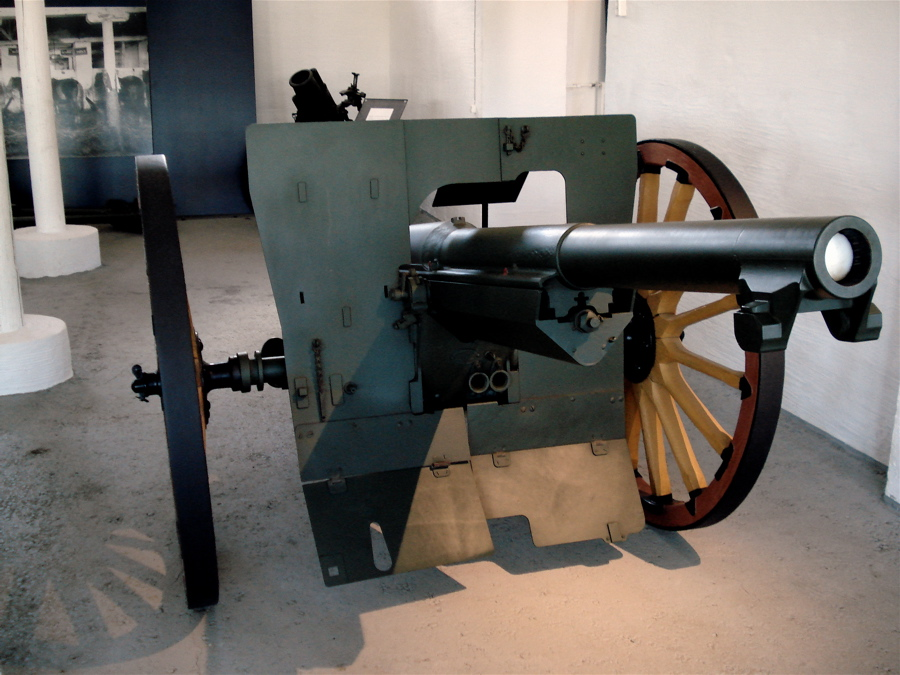
Armata 75 mm wz. 1897

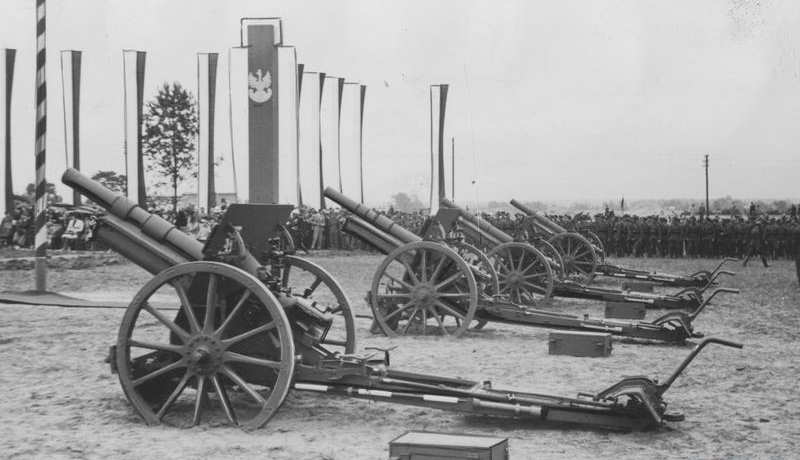
Haubice 100 mm wz. 1914/19P

- mjr Władysław Jaxa-Rożen (10 VIII – 3 XII 1919)
- płk Witold Roszkowski (IV 1920 – 1 VI 1927)
- płk Stefan Trzebiński (2 VI 1927 – 31 XII 1928)
- ppłk Jan Drejman (cz.p.o. 1 I – 22 IV 1929)
- płk dypl. Karol Hauke-Bosak (23 IV 1929 – 29 IV 1934)
- płk Leon Hózman-mirza-Sulkiewicz (30 IV 1934 – 18 II 1938)
- płk dypl. Andrzej Czerwiński (19 II 1938 – 23 VIII 1939)
- ppłk Józef Pyrek (24 VIII – 19 IX 1939)

Zastępcy dowódcy pułku (od 1938 roku – I zastępca dowódcy)
- mjr / ppłk art. Maksymilian Landau (do III 1928)
- ppłk art. Jan Drejman (IV 1928[43] – IX 1930)
- ppłk dypl. art. Tadeusz Procner (IX 1930 – V 1932)
- mjr art. Jan Kiss (1932[44][45] – IV 1933[46])
- ppłk art. Zygmunt Lewandowski (IX 1933–1936)
- ppłk dypl. art. Stanisław Podkowiński (31 VIII 1935–1937)

### Żołnierze 4 pułku artylerii lekkiej – ofiary zbrodni katyńskiej
Biogramy ofiar zbrodni katyńskiej znajdują się między innymi w bazach udostępnionych przez Ministerstwo Kultury i Dziedzictwa Narodowego oraz Muzeum Katyńskie.
| Nazwisko i imię    | Stopień              | Zawód      | Miejsce pracy przed mobilizacją | Zamordowany |
| ------------------ | -------------------- | ---------- | ------------------------------- | ----------- |
| Kowalski Kazimierz | podporucznik rezerwy | farmaceuta |                                 | Katyń       |
| Nadobnik Józef     | podporucznik rezerwy | urzędnik   | Urząd Ziemski w Toruniu         | Katyń       |

## Tradycje
Święto pułkowe: 4 lipca. Od 1988 odbywały się rokrocznie w Inowrocławiu  zjazdy w obiektach 56 pułku śmigłowców bojowych zaś od 1992 w Kołobrzegu w obiektach 4 pułku artylerii.
11 listopada 1992 byli żołnierze 4 pułku artylerii lekkiej przekazali swoje tradycje 4 pułkowi artylerii w Kołobrzegu.
Imię pułku nosiło Gimnazjum nr 3 w Inowrocławiu.
Imię pułku nosi Szkoła Podstawowa nr 8 im. 4. Kujawskiego Pułku Artylerii Lekkiej.